# White Eagles Stockholm
El White Eagles Stockholm es un club sueco de baloncesto profesional de la ciudad de Estocolmo que compite en la D2, la tercera categoría del baloncesto en Suecia.
Disputa sus encuentros en el Brannkyrahallen. El director del club es Waldo Teppans, el presidente Goran Popov y el entrenador del equipo es  Stefan Bergman. Los colores del equipo son el rojo, el blanco y el azul.

## Palmarés
- 2 Ligas BasketEttan:(2011),(2012)
- 1 Semifinal BasketEttan:(2010)

## Posiciones en Liga
- 2010 (2-BasketEttan)
- 2011 (1-BasketEttan)
- 2012 (1-BasketEttan)
- 2013 (10-BasketLigan)